# Baby Got Black
Baby Got Black («Ребёнок стал темнокожим») — восемнадцатая серия двенадцатого сезона мультсериала «Гриффины». Премьерный показ состоялся 27 апреля 2014 года на канале FOX.

## Сюжет
Питер, Гленн и Джо сидят в баре и смотрят специальный репортаж новостей: говорится о подростке, который играл в компьютерную игру 51 час подряд. Парни решают поспорить, кто из них сможет больше всего продержаться без сна. После 62 часов у всех начинаются галлюцинации. Уже утром все понимают, что все заснули, но благодаря камерам в доме Гленна выясняется, что Питер — победитель. С семьей он отправляется в ресторан.
В ресторане Крис сближается с Пэм, дочерью Джерома, они решают встречаться. Однако позже, в баре, Джером заявляет Питеру, что он не хочет, чтобы его дочь встречалась с белым. Питер решает все уладить, пригласив Джерома и Пэм на ужин, но отношения между семьями раскаляются до предела: Джером запрещает Пэм встречаться с Крисом.
На следующее утро Джером говорит, что Крис с Пэм убежали из дома вдвоем. Вместе с Питером он собирается на поиски, по дороге Джером рассказывает, что он — обычный парень, который не нарушает законов, регулярно платит налоги, но власти постоянно относятся к нему, как к преступнику, что его очень раздражает. В конце концов Джером понимает, что Питер — хороший человек, он извиняется перед ним. Найдя Криса и Пэм в мотеле, Питер просит Криса забыть о Пэм, но Джером, осознав свою ошибку, просит прощения у дочери и разрешает подросткам встречаться.

## Рейтинги
- Рейтинг эпизода составил 2.1 среди возрастной группы 18-49 лет.
- Серию посмотрело порядка 4.02 миллиона человек.
- Эпизод стал самым просматриваемым в эту ночь Animation Domination на FOX, победив по количеству просмотров новые серии «Симпсонов», «Бургеры Боба» и «Американского Папаши!»[1]

## Критика
Эрик Тёрм из A.V. Club дал крайне низкую оценку эпизоду, D+, говоря о том, что "…"Ребенок Стал Темнокожим" — один из тех редких эпизодов шоу, где, возможно, есть некий импульс для того, чтобы сказать о чём-то интересном, но где все в мгновение рушится, потому что, во-первых, это «Гриффины», а во-вторых, потому что это не совсем смешно."